# Harrington (Cumbria)
Harrington is een plaats in het bestuurlijke gebied Allerdale, in het Engelse graafschap Cumbria.